# Halfway to Heaven
Halfway to Heaven è una canzone del gruppo musicale svedese Europe, estratta come terzo e ultimo singolo dall'album Prisoners in Paradise nel marzo 1992.
Il video musicale di Halfway to Heaven venne girato al Marquee Club di Londra. Il brano raggiunse la posizione numero 42 della Official Singles Chart nel Regno Unito.

## Composizione
La canzone è stata scritta dal cantante Joey Tempest con la collaborazione del compositore Jim Vallance a Vancouver, Canada nell'aprile del 1991. «Nel marzo del 1991 ricevetti una telefonata da Frankie LaRocka, ex-batterista di Bryan Adams», ha affermato Vallance, «Frankie stava lavorando come uomo A&R per la Epic Records a New York, e mi voleva fare incontrare con Joey Tempest, voce principale del gruppo Europe. Joey volò a Vancouver nell'aprile del '91, e trascorremmo quattro giorni intensi a scrivere e provare nel mio studio.»

## Tracce
1. Halfway to Heaven – 4:07 (Joey Tempest, Jim Vallance)
2. Yesterday's News – 5:27 (Tempest, Kee Marcello, John Levén, Ian Haugland, Mic Michaeli)
3. Superstitious – 4:35 (Tempest)
4. Got Your Mind in the Gutter – 5:00 (Tempest, Beau Hill, Marcello)

### Lato B
I lati B del singolo furono Yesterday's News, brano escluso dalla versione originale dell'album Prisoners in Paradise ma pubblicato successivamente nelle raccolte 1982-1992, 1982-2000 e Rock the Night: The Very Best of Europe, il singolo Superstitious estratto dall'album Out of This World nel 1988, e Got Your Mind in the Gutter tratta come la title track da Prisoners in Paradise.

## Formazione
- Joey Tempest – voce
- Kee Marcello – chitarra
- John Levén – basso
- Mic Michaeli – tastiera
- Ian Haugland – batteria

## Classifiche
| Classifica (1992) | Posizione massima |
| ----------------- | ----------------- |
| Regno Unito       | 42                |